# Don’t Wanna Fall In Love
A Don't Wanna Fall In Love Jane Child amerikai énekesnő második kislemeze, amely 1990-ben jelent meg.

## Verziók
- A1 – Don’t Wanna Fall In Love (Knife Feel Good Mix) – 6:54
- A2 – Don’t Wanna Fall In Love (T.R. Dub Mix) – 5:03
- A3 – Don’t Wanna Fall In Love (AccaPercaPella) – 4:28
- A4 – World Lullabye (LP) – 3:00
- B1 – Don’t Wanna Fall In Love (7" Remix) – 4:00
- B2 – Don’t Wanna Fall In Love (New Jack Swing Club) – 5:31
- B3 – Don’t Wanna Fall In Love (T.R. Club-A-Dub) – 7:23
- B4 – Don’t Wanna Fall In Love (Bonus Beats) – 2:59